# Génie physique
 (décembre 2022).
Si vous disposez d'ouvrages ou d'articles de référence ou si vous connaissez des sites web de qualité traitant du thème abordé ici, merci de compléter l'article en donnant les références utiles à sa vérifiabilité et en les liant à la section « Notes et références ».
Le génie physique désigne l'application de la physique à l'ingénierie. Il a pour but l'adaptation de découvertes de la physique à des applications concrètes pour l'industrie, considérant les facteurs économiques. Les ingénieurs physiciens apportent des solutions pratiques à des problèmes divers, souvent complexes et inusités, requérant une connaissance approfondie de la physique. Aujourd'hui l'ingénieur physicien est intégrateur des autres disciplines. Il est le seul à pouvoir gérer et comprendre les ingénieurs spécialistes d'un groupe. Il centralise et peut gérer des équipes. Le plus souvent l'ingénieur physicien a une haute formation multidisciplinaire.[réf. nécessaire]
Bien que l'ingénieur physicien soit parfaitement adapté pour le travail en industrie, il peut très bien travailler dans le domaine de la recherche fondamentale ou de la physique théorique. Effectivement, le programme de génie physique offre une base solide dans le domaine de la physique pure.

## Domaines d'application
L'ingénieur physicien est capable de mobiliser des phénomènes physiques ou des matériaux innovants issus de la recherche De nombreuses applications industrielles ont pu bénéficier de développements récents de l'optique (fibres optiques, lasers), de la physique de la matière condensée (matériaux intelligents) ou des plasmas (gravure de circuits électroniques).
Les industries suivantes ont particulièrement bénéficié du génie physique :
- Télécommunications ;
- Microélectronique et photoélectronique ;
- Équipements de réseaux électriques ;
- Industrie agropharmaceutique ;
- Contrôle non destructif ;
- Physique médicale et la radiothérapie en oncologie.

## Études
Au Québec, il y a seulement 2 universités à offrir le programme de génie physique, soit l'Université Laval à Québec et l'École Polytechnique de Montréal. L'avantage du programme d'étude en génie physique, comparativement à celui d'un programme de physique pure, est l'accès rapide à l'industrie à la suite du baccalauréat.
L'ENISE, École nationale d'ingénieurs de Saint-Étienne, propose une formation en génie physique parcours sensoriel reconnu par la CTI, Commission des Titres d’Ingénieur.
L'ESITech, école interne de l'Université de Rouen-Normandie, propose également une formation en génie physique reconnue par la CTI.
L'École polytechnique universitaire de l'Université Clermont-Auvergne rattachée au Réseau Polytech propose également un parcours d'ingénieur en Génie physique reconnu par la commission des titres d'ingénieur. En dernière année, les étudiants ont la possibilité de choisir entre les spécialités Matériaux ou Énergie.